# Pelópi (ort i Grekland)
Pelópi är en ort i Grekland.   Den ligger i prefekturen Nomós Lésvou och regionen Nordegeiska öarna, i den östra delen av landet, 270 km nordost om huvudstaden Aten. Pelópi ligger 396 meter över havet och antalet invånare är 351. Den ligger på ön Lesbos.
Terrängen runt Pelópi är kuperad. Runt Pelópi är det ganska glesbefolkat, med 21 invånare per kvadratkilometer. Närmaste större samhälle är Mantamádos, 4,8 km öster om Pelópi. 